# 19 avril 1978
Le mercredi 19 avril 1978 est le 109e jour de l'année 1978.

## Naissances
- Aleksi Briclot, dessinateur de bandes dessinées
- Augustin Rogeret, scénariste français
- Christina Carnell, actrice américaine
- Dorothee Bär, personnalité politique allemande
- François Modesto, footballeur français
- Gabriel Heinze, footballeur et entraîneur argentin
- Geordan Murphy, joueur irlandais de rugby à XV
- Giulia Casoni, joueuse de tennis italienne
- James Franco, acteur américain
- Jeanne Herry, actrice et réalisatrice française
- Jeanne d'Arc Debonheur, femme politique rwandaise
- Julien Lefebvre, auteur et dramaturge français
- Laura Lopes, conservatrice d'art anglaise
- Tyler Stewart, triathlète professionnelle américaine
- Victoria Aihar, web designer, programmeuse et auteur uruguayenne
- Wanjiru Kamau-Rutenberg, universitaire et militante kenyane

## Décès
- Abdelkader Mazouz (né le 4 août 1932), footballeur algérien
- Joe Dougherty (né le 4 novembre 1898), acteur américain
- Willy Popp (né le 28 janvier 1902), problémiste du jeu d'échecs allemand

## Événements
- Élection présidentielle israélienne de 1978
- Sortie de la chanson Because the Night de Patti Smith
- Dernier épisode de la série Holocauste